# Commodore 1540

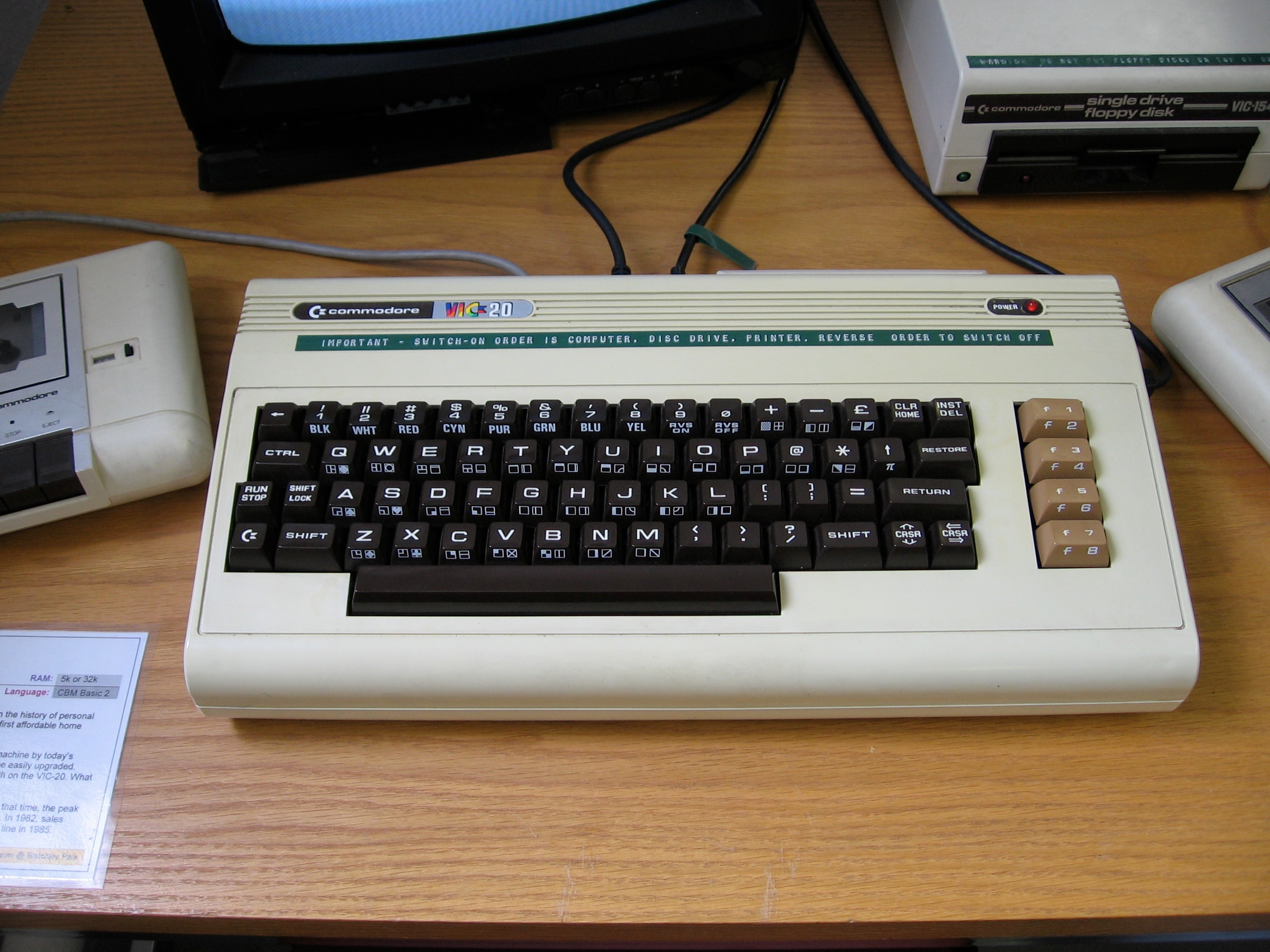
Una Commodore VIC-20 con una 1540 conectada, que puede verse arriba a la derecha.

La Commodore 1540 (también conocida como VIC-1540), introducida en 1982, era la unidad de disquete compañera de la computadora doméstica Commodore VIC-20. Usa disquetes de simple lado de 5¼", en lo que se puede almacenar aproximadamente 170 kB de datos utilizando el esquema de codificación de Commodore GCR.
Debido al bajo precio tanto del VIC-20 como del 1540, esta combinación fue la primera computadora con una unidad de disco que se ofreció en el mercado estadounidense por menos de USD 1000, aunque la combinación de la Commodore 64 y la 1541 resultaría más duradera. El 1540 es un «periférico inteligente» en el sentido de que tiene su propia CPU MOS Technology 6502 (al igual que el VIC-20) y el Commodore DOS residente en la ROM, a diferencia de casi todos los demás sistemas informáticos domésticos de la época, donde el DOS se cargaba desde un disquete de arranque y se ejecutaba en la CPU de la computadora.
Debido a un conflicto de sincronización con el chip de video de la C64, ésta no funciona correctamente con el 1540. El 1541 más conocido es mecánica y electrónicamente casi idéntico al 1540, pero tiene una ROM revisada que le permite trabajar con la C64 ralentizando ligeramente la unidad. Sin embargo, es posible pasar el 1541 al modo 1540 con un comando del Commodore BASIC (OPEN 15,8,15,"UI-":CLOSE 15) para permitir una mejor velocidad cuando se utiliza con un VIC-20.
La 1540 es relativamente rara. Aunque era más barata que la mayoría de las otras unidades de la época, era más cara que la propia computadora VIC-20, y los disquetes también eran relativamente caros. Además, la memoria relativamente pequeña del VIC significó que los tiempos de carga de programas no mejoraron más que unos pocos segundos en comparación con el casette. En tercer lugar, casi todo el software comercial para el VIC-20 se vendía en cartuchos o cintas de casette, lo que daba pocos incentivos para comprar una disquetera. El C64 siguió de cerca al VIC-20, descontinuando rápidamente el 1540. La mayoría de los 1540 que aún existen se modificaron con una ROM 1541 para que funcionara con una C64. Los 1540 sin modificar ahora se consideran artículos de colección.
El precio de lanzamiento en Alemania fue de 1898 DM (aproximadamente 970 EUR). La versión estadounidense se llama VIC 1540 y la versión alemana VC 1540.